# Ортелле
Ортелле (итал. Ortelle) — коммуна в Италии, располагается в регионе Апулия, в провинции Лечче.
Население составляет 2456 человек (2008 г.), плотность населения составляет 276 чел./км². Занимает площадь 9 км². Почтовый индекс — 73030. Телефонный код — 0836.
Покровителем коммуны почитается святой Георгий Победоносец, празднование 23 апреля.

## Администрация коммуны
- Официальный сайт: